# 思良江
思良江，位于中国广西壮族自治区梧州市万秀区境内，是桂江左岸支流，发源于万秀区夏郢镇（原属蝶山区）北胜村天洪岭，向南流经夏郢镇平安村、大塝河、民智村、周睦村、泗马村、高才村、竹坡村、夏郢村、新夏村、凤凰村、镇安村等村屯，最后于城东镇河口村以北汇入桂江。干流长40千米，落差487米，流域面积393平方千米。河口处建有防洪水闸。